# Lijn 2 (metro van Shanghai)
Lijn 2 is een lijn van de metro van Shanghai.
Lijn 2 is een van de belangrijkste oost-westverbindingen, en is met bijna 1,5 miljoen reizigers per dag de drukste lijn van het metronetwerk. De lijn loopt van station East Xujing in het westelijke stadsdeel Qingpu naar station Pudong International Airport bij de gelijknamige luchthaven in Pudong in het oosten van de stad. Na lijn 11 is lijn 2 de langste metrolijn van Shanghai, met een lengte van 63,8 kilometer en 30 stations. 
East Xujing · Station Shanghai Hongqiao · Hongqiao Airport Terminal 2 · Songhong Road · Beixinjing · Weining Road · Loushanguan Road · Zhongshan Park · Jiangsu Road · Jing'an Temple · West Nanjing Road · People's Square · East Nanjing Road · Lujiazui · Dongchang Road · Century Avenue · Shanghai Science & Technology Museum · Century Park · Longyang Road · Zhangjiang Hi-Tech Park · Jinke Road · Guanglan Road · Tangzhen · Middle Chuangxin Road · East Huaxia Road · Chuansha · Lingkong Road · Yuandong Avenue · Haitiansan Road · Pudong International Airport

Lijnen van de metro van Shanghai: 1 · 2 · 3 · 4 · 5 · 6 · 7 · 8 · 9 · 10 · 11 · 12 · 13 · 14 · 15 · 16 · 17 · 18 · Pujiang Line